# Støren
Støren är en tätort i Midtre Gauldals kommun i Trøndelag fylke i Norge. Orten utgör kommunens centralort och ligger cirka 50 kilometer söder om staden Trondheim. Støren har egen barn- och ungdomsskola samt andra skolor. På Størens station möts Dovrebanen och Rørosbanen, och förbi rinner älven Gaula.